# OneDrive
OneDrive (anteriorment SkyDrive, Microsoft SkyDrive, Windows Live SkyDrive i Windows Live Folders) és un servei d'allotjament d'arxius que va ser estrenat el 31 de febrer de 2014. Actualment, el servei ofereix 5 GB d'emmagatzematge gratuït, amb una grandària màxima per arxiu de 2 GB, si es puja a través de l'aplicació per a escriptori de OneDrive, o 300 MB, si es puja via web. Es poden pujar fins a 5 arxius alhora de manera estàndard amb qualsevol navegador, i també es pot instal·lar una eina ActiveX que permet arrossegar un nombre il·limitat d'arxius directament des de l'Explorador de Windows. És accessible per la seva pàgina web des d'ordinadors i disposa d'aplicacions per Windows Phone, iOS i Android que permeten editar documents i fulls de càlcul.
Està disponible en català.

## Història
Els primers informes sobre aquest producte van ser a l'abril de 2006, on Microsoft anunciava un "disc dur virtual" per emmagatzemar arxius en internet.
Al maig de 2007 es va llançar en fase beta per uns quants testers, i només als Estats Units, amb el nom Windows Live Folders. L'1 d'agost de 2007 el servei es va llançar per a un mercat més ampli; ja que originalment servia per allotjar Documents, Imatges i música dins dels Spaces, cada arxiu havia de ser assignat a tres categories designades (privat, només amics, públic). La interfície i icones del lloc imitaven el disseny visual del recent Windows Vista. L'espai disponible era de només 250 MB.
Poc després, el 9 d'agost de 2007, Windows Live Folders va canviar el seu nom pel de Windows Live SkyDrive, i la participació es va expandir a testers del Regne Unit i Índia. Des del 22 de maig de 2008 Windows Live SkyDrive està disponible per 62 països i regions. Per a aquesta data el concepte de categories van ser eliminades. L'espai va començar a créixer gradualment fins a 5GB.
L'agost de 2008, Skydrive va ampliar massivament la seva capacitat fins a 25GB, en realitat l'espai utilitzable era 20 GB, ja que cinc estaven reservats per Live Mesh.
El 9 de maig de 2011, Microsoft va anunciar una la major actualització per SkyDrive, amb una App instal·lable per a Windows, i OS X amb l'API de SkyDrive per desenvolupadors de tercers, això va significar la fi de Live Mesh i recuperació dels 5 GB que utilitzava. Per al lloc web Skydrive.com, l'actualització va portar un nou disseny "modern" per al servei de web compatible amb Outlook.com i, juntament amb la interfície d'usuari, l'actualització de les millores de servei, també rebuda com a cerca instantània, barra d'eines contextual, selecció múltiple en vista en miniatura, arrossegar i col·locar arxius a les carpetes i millores de classificació. Per a l'escriptori, SkyDrive per Windows i OS X, l'actualització va portar noves millores de rendiment per a càrregues de foto i l'experiència de sincronització. L'actualització també va millorar l'API de SkyDrive amb l'eliminació de les restriccions de tipus d'arxiu, imatges de càrrega de capacitat en la seva resolució completa, així com un nou selector d'arxius SkyDrive per obrir i guardar arxius. Un estudi de mercat de la pròpia Microsoft va indicar que només un reduït nombre d'usuaris superaven els 7GB usats en el servei, així que va reduir l'espai disponible a aquesta xifra, però per temps limitat es podien recuperar els 25GB.
El 28 d'agost de 2012, Microsoft va llançar l'aplicació SkyDrive per Android en Google Play Store.
Després, a inicis de 2014, s'anuncia el canvi de nom i el 18 de febrer de 2014 es va canviar de SkyDrive a OneDrive i les aplicacions per a PC, pàgina i aplicació dels telèfons intel·ligents deien l'arribada OneDrive, a causa d'una disputa per drets de marca. El canal de televisió britànic BSkyB va guanyar l'any passat una demanda, encara que les empreses van arribar a un acord perquè Microsoft pogués utilitzar el nom SkyDrive durant un període de transició.

## Característiques

### Office Online
Office Online (anteriorment: Office Web Apps) és part de OneDrive que permet als usuaris carregar, crear, editar i compartir documents de Microsoft Office directament dins d'un navegador web. Inclou versions de Microsoft Word, Excel, PowerPoint, i OneNote, i proporciona funcionalitats perquè els usuaris puguin col·laborar en els documents emmagatzemats en OneDrive. Els documents generats tenen respatllers incrementals per mitjà de Versió History (només OneDrive for Business, inclòs en Office 365 i SharePoint online)

### Ús compartit de favorits
Permet l'intercanvi d'enllaços de la web marcats entre els usuaris. Els enllaços a llocs web s'emmagatzemen en una carpeta dins de OneDrive.

### Integració amb Grups
A cada grup li proporcionen 5 GB d'espai d'emmagatzematge a OneDrive, que es comparteixen entre els membres del grup. Als membres del grup se'ls permet accedir, crear, modificar i eliminar arxius dins de les carpetes de OneDrive del grup, així com altres funcionalitats que ofereix OneDrive.

### RSS Feeds
És possible subscriure's als RSS feeds del contingut de les carpetes públiques. Els feeds contenen imatges de vista prèvia dels arxius agregats — ja sigui una miniatura d'una imatge o una icona que representa el tipus d'arxiu: i pàgines de descàrrega de vincles a l'arxiu.

### Baixeu-los com a fitxers ZIP
Els directoris complets poden descarregar-se en un arxiu.zip només amb aquesta característica. Aquesta característica es troba en el menú desplegable "Més".

### Fotos
Fotos permet als usuaris carregar fotos i deixar que altres usuaris accedeixin a elles a través d'un explorador web. Permet la possibilitat de moure, copiar i eliminar arxius. A més permet als usuaris afegir "persones etiquetades" a les seves fotos. Les fotos emmagatzemades poden descarregar-se a Windows Photo Gallery o com un arxiu ZIP, mantenint les metadades de "persones etiquetes" en les imatges. Els usuaris també poden veure les metadades EXIF com a informació de càmera per a les fotos.

### Aplicació
Microsoft ha publicat les aplicacions de OneDrive per Android, iOS, Windows 8 i Windows Phone que permeten als usuaris buscar, veure i organitzar arxius emmagatzemats en el seu emmagatzematge de núvol de SkyDrive i una aplicació per Nokia Belle solament per pujar imatges. A més, Microsoft també va llançar les aplicacions d'escriptori per Microsoft Windows (Vista i versions posteriors) i OS X (Lion i posteriors) que permeten als usuaris sincronitzar el seu emmagatzematge OneDrive amb tot els seus equips per a l'accés sense connexió i sincronització d'arxius i carpetes entre diversos equips. El client d'escriptori de OneDrive per Windows de Microsoft permet als usuaris "veure" el contingut del seu PC a través del navegador web, sempre que l'usuari tingui habilitat aquesta opció; Els usuaris d'oS X poden obtenir des d'un PC, però no viceversa.

## Privadesa
Les dades emmagatzemades en OneDrive estan subjectes a supervisió per part de Microsoft, i qualsevol contingut que es trobi en violació del Codi de Conducta està subjecte a remoció i pot conduir a tancament temporal o permanent del compte. Això ha donat lloc a preocupacions sobre la privadesa en relació amb les dades emmagatzemades en SkyDrive. Microsoft ha respost indicant que "existeixen estrictes polítiques internes per limitar l'accés a les dades d'un usuari", i que mecanismes avançats, com el programari d'anàlisi automatitzada de Microsoft anomenat PhotoDNA, s'utilitzen per assegurar que els usuaris compleixin amb el Codi de Conducta i que el seu compte no conté arxius il·legals (incloent, però no limitat a, contingut pornogràfic, nuesa humana parcial (incloent art o dibuixos), qualsevol discussió sobre compra d'armes de foc, etc).
A estar integrat a la xarxa d'espionatge PRISM de l'Agència de Seguretat Nacional  (NSA) nord-americana, té accés a tots els continguts emmagatzemats.

## Plans d'emmagatzematge
Des del 22 d'abril de 2012 d'ara endavant, a més de 7 GB d'emmagatzematge gratuït (o 25 GB per a usuaris elegibles per a l'actualització gratuïta), els usuaris que requereixin més espai d'emmagatzematge poden triar un dels plans.
Depenent dels mercats, els usuaris poden necessitar tenir suport de targeta de crèdit o compte PayPal per pagar. El pla d'emmagatzematge remunerat es renovarà automàticament cada any tret que Microsoft o l'usuari cancel·li el servei. Quan l'usuari cancel·la el servei abans que acabi el termini, el servei romandrà actiu fins al final d'aquest. En efecte, l'usuari no està cancel·lant el servei, sinó més aviat la renovació automàtica.

## API per a desenvolupadors
Microsoft ha publicat un conjunt de APIs per OneDrive mitjançant Live Connect permeten als programadors desenvolupar serveis web i aplicacions que utilitzen emmagatzematge de núvol de OneDrive. Això permet als usuaris d'aquests serveis web i el client d'aplicacions examinar, veure, pujar o editar arxius guardats en OneDrive. Actualment està disponible per als desenvolupadors web i els desenvolupadors d'aplicacions d'estil Windows 8, Windows Phone, iOS i Android, un equip de desenvolupament de programari (SDK)

## Problemes
En alguns casos pot corrompre arxius.